# Boston Society of Film Critics Award für den besten Dokumentarfilm
Die Gewinner des Boston Society of Film Critics Award für den besten Dokumentarfilm.

## Gewinner

### 1980er Jahre
| Jahr | Film                                         | Gewinner(in)                    |
| ---- | -------------------------------------------- | ------------------------------- |
| 1980 | Charleen or How Long Has This Been Going On? | Ross McElwee                    |
| 1981 | Diaries                                      | ?                               |
| 1982 | The Atomic Cafe                              | Jayne Loader und Kevin Rafferty |
| 1983 | Say Amen, Somebody                           | George T. Nierenberg            |
| 1984 | The Times of Harvey Milk                     | Rob Epstein                     |
| 1985 | Shoah                                        | Claude Lanzmann                 |
| 1986 | Mother Teresa                                | Ann and Jeanette Petrie         |
| 1987 | Marlene                                      | Maximilian Schell               |
| 1988 | Der Fall Randall Adams (The Thin Blue Line)  | Errol Morris                    |
| 1989 | Let’s Get Lost                               | Bruce Weber                     |

### 1990er Jahre
| Jahr | Film                                  | Gewinner(in)                                      |
| ---- | ------------------------------------- | ------------------------------------------------- |
| 1990 | ?                                     | ?                                                 |
| 1991 | Paris brennt (Paris Is Burning)       | Jennie Livingston                                 |
| 1992 | Brother’s Keeper                      | Joe Berlinger und Bruce Sinofsky                  |
| 1993 | Visions of Light                      | Arnold Glassman, Todd McCarthy und Stuart Samuels |
| 1994 | Hoop Dreams                           | Steve James                                       |
| 1995 | Crumb                                 | Terry Zwigoff                                     |
| 1996 | Anne Frank – Zeitzeugen erinnern sich | Jon Blair                                         |
| 1997 | Fast, Cheap & Out of Control          | Errol Morris                                      |
| 1998 | Der große Macher                      | Michael Moore                                     |
| 1999 | Hands on a Hard Body The Documentary  | S.R. Bindler                                      |

### 2000er Jahre
| Jahr | Film                                                        | Gewinner(in)                              |
| ---- | ----------------------------------------------------------- | ----------------------------------------- |
| 2000 | The Eyes of Tammy Faye                                      | Fenton Bailey                             |
| 2001 | Die Sammler und die Sammlerin (Les Glaneurs et la Glaneuse) | Agnès Varda                               |
| 2002 | The Kid Stays in the Picture                                | Nanette Burstein und Brett Morgen         |
| 2003 | Capturing the Friedmans                                     | Andrew Jarecki                            |
| 2004 | Control Room                                                | Jehane Noujaim                            |
| 2005 | Murderball                                                  | Henry Alex Rubin und Dana Adam Shapiro    |
| 2006 | Deliver Us from Evil; Dixie Chicks: Shut Up and Sing        | Amy Berg; Barbara Kopple und Cecilia Peck |
| 2007 | Crazy Love                                                  | Dan Klores und Fisher Stevens             |
| 2008 | Man on Wire                                                 | James Marsh                               |
| 2009 | Die Bucht                                                   | Louie Psihoyos                            |

### 2010er
| Jahr | Film                           | Gewinner(in)       |
| ---- | ------------------------------ | ------------------ |
| 2010 | Marwencol                      | Jeff Malmberg      |
| 2011 | Project Nim                    | James Marsh        |
| 2012 | How to Survive a Plague        | David France       |
| 2013 | The Act of Killing             | Joshua Oppenheimer |
| 2014 | Citizenfour                    | Laura Poitras      |
| 2015 | Amy                            | Asif Kapadia       |
| 2016 | O. J. Simpson: Made in America | Ezra Edelman       |
| 2017 | Dawson City: Frozen Time       | Bill Morrison      |